# EncroChat
EncroChat war ein in Europa ansässiger Kommunikationsanbieter, der Kryptohandys (abhörsichere Mobiltelefone) und eine Infrastruktur für Ende-zu-Ende-verschlüsselten OTR-Nachrichtensofortversand (EncroChat) und IP-Telefonie (EncroTalk) anbot.
Da diese Dienstleistungen stark von Mitgliedern der organisierten Kriminalität zur Planung und Durchführung von Straftaten genutzt wurden, leitete Europol zwischen März und Juni 2020 Ermittlungsverfahren gegen das Netzwerk ein und infiltrierte es. Französische Ermittlungsbehörden waren in das EncroChat-Netzwerk eingedrungen und hatten Spyware auf den Endgeräten installiert. In der Folge stellte EncroChat den Geschäftsbetrieb ein.

## Geräte
Zur EncroChat-Kommunikation wurden modifizierte Android-Geräte mit dem Android-Custom-ROM EncroChat OS verwendet. Einige Modelle basierten auf dem BQ Aquaris X2, einem Android-Smartphone, das 2018 von einem spanischen Elektronikunternehmen auf den Markt gebracht wurde. EncroChat installierte seine eigenen verschlüsselten Messengerprogramme, die alle Nachrichten verschlüsselt über die Firmenserver leiteten, und entfernte auf Kundenwunsch die GPS-, Kamera- und Mikrofon-Hardware des Smartphones. Notizen wurden mit der App EncroNotes verschlüsselt. Die Geräte verfügten außerdem über eine „Wipe-Funktion“, mit der schnell alle Inhalte von dem Gerät gelöscht werden konnten, wenn die Nutzer eine PIN eingaben. Es war möglich, zwei Android-Oberflächen parallel zu nutzen: zur Tarnung konnte eine unverfängliche Android-Oberfläche betrieben werden und für verschlüsselte Chats konnte zum EncroChat-System gewechselt werden.

## Unternehmen und Geschichte
In einem Statement an VICE von einer Person mit einer Firmen-Mailadresse stellte sich EncroChat als rechtschaffenes Unternehmen mit Kunden in 140 Ländern dar. Sie seien eine kommerzielle Firma, die Dienstleistungen zur sicheren Kommunikation über mobile Geräte anbiete. Ziel sei es, die beste Technologie auf dem Markt zu finden, um einen verlässlichen und sicheren Service für jede Organisation oder jedes Individuum bereitzustellen, das seine Informationen sichern wolle. Die Gründer und Besitzer von EncroChat sind unbekannt. Laut dem niederländischen Journalisten Jan Meeus war eine holländische kriminelle Gang involviert und finanzierte die Entwickler.
Französische Behörden schätzen, dass über 90 Prozent der französischen Kunden „in kriminelle Aktivitäten verwickelt“ gewesen seien. EncroChat-Server befanden sich in Frankreich bei dem Internetdienstleister OVH. EncroChat verkaufte die Smartphones für 1000 €, der Service kostete 1500 € für 6 Monate. Die Geräte wurden durch Händler anonym gegen Bargeld verkauft.
Ende Januar 2020 erlaubte eine Richterin im französischen Lille, den EncroChat-Server zu infiltrieren. Seit April konnten die Chats entschlüsselt werden.
Im Mai 2020 beschwerten sich Kunden bei EncroChat darüber, dass die Wipe-Funktion ihrer EncroChat-Geräte nicht mehr funktioniere. EncroChat fand eine Schadsoftware auf dem Gerät und spielte laut Insider zwei Tage später ein Update auf alle X2-Modelle ein. Es sollte laut VICE nicht nur die Funktionen des Geräts wiederherstellen, sondern Informationen über die Schadsoftware sammeln. Kurz nach diesem Update wurde die Schadsoftware modifiziert. Dieses Mal konnten die Angreifer das Passwort für den Sperrbildschirm nicht nur aufzeichnen, sondern auch ändern.
In höchste Alarmbereitschaft versetzt, verschickte EncroChat eine Warnung an seine Nutzer. Das Unternehmen informierte außerdem den Anbieter der von ihnen verwendeten SIM-Karten, das niederländische Telekommunikationsunternehmen KPN. KPN habe daraufhin Verbindungen zu den angreifenden Servern blockiert. EncroChat schaltete den eigenen SIM-Service ab, da die Firma vermutete, dass KPN mit den Behörden zusammenarbeiten würde. Kurz nachdem EncroChat seinen SIM-Service wiederherstellte, entfernte KPN die schützende Firewall und erlaubte so den Servern der Angreifer wieder, mit den Geräten zu kommunizieren. Ab diesem Zeitpunkt ging EncroChat davon aus, dass nicht ein Rivale, sondern die Behörden für den Angriff verantwortlich seien. Die Firma forderte alle Nutzer am 12. Juni 2020 auf, ihre Daten zu löschen und die Geräte zu zerstören.
Konkurrierende verschlüsselte Dienstanbieter sprangen schnell in die Lücke. Die Werbung der Firma Omerta Digital Technologies richtete sich direkt an die alte EncroChat-Kundschaft. Laut VICE warb Omerta: „Bist du gerade knapp dem jüngsten Massensterben entkommen? Feier das mit 10 Prozent Rabatt. Komme zur Omerta-Familie und kommuniziere ungestraft.“ Ein anderer EncroChat-Konkurrent war der iPhone-Service Sky ECC der Firma Sky Global, der im Frühjahr 2021 von belgischen und niederländischen Behörden entschlüsselt werden konnte.

## Ermittlungen und Verfahren
Zum Zeitpunkt seiner Schließung im Juni 2020 hatte der Dienst rund 60.000 Abonnenten und bis zum Juni 2022 gab es europaweit mindestens 6.500 Festnahmen, davon über 197 Personen der höchsten Kategorie. Im September 2020 wurde veröffentlicht, dass das Bundeskriminalamt (BKA) mehrere hunderttausend Chatverläufe prüfe und Ermittlungen gegen etwa 3.000 in Deutschland ansässige Nutzer des Netzwerkes führe. In den Niederlanden wurden 19 Drogenlabore ausgehoben und mehrere Auftragsmorde verhindert. Allein in den Niederlanden wurden über 100 Verdächtige festgenommen, über 8.000 kg Kokain und 1200 kg Methamphetamin und dutzende (automatische) Schusswaffen, teure Uhren, knapp 20 Millionen Euro Bargeld und 25 Autos beschlagnahmt. Ebenso wurde öffentlich, dass EncroChat seine Nutzer über die Angriffe aufklärte und ihnen empfahl, ihre Krypto-Telefone zu vernichten.

## Verwertbarkeit der Erkenntnisse in Deutschland
Mit Bekanntwerden wurden erste datenschutzrechtliche Bedenken bezüglich der Rechtmäßigkeit der Zugriffe auf die Chatnachrichten geäußert.
Hinsichtlich der Verwertbarkeit der vom Bundeskriminalamt erworbenen Daten entstand unter Strafrechtlern ein Meinungsstreit: Strafverteidiger wie die Anwälte Bliwier oder Fülscher sprachen sich gegen die Verwertung der EncroChat-Daten in deutschen Strafverfahren aus. Das Hanseatische Oberlandesgericht (OLG) in Hamburg lehnte jedoch – wie auch das OLG Bremen und das OLG Rostock – ein Beweisverwertungsverbot ab. Eine Entscheidung des Landgerichts Berlin, das in einem die Eröffnung des Hauptverfahrens ablehnenden Beschluss ein Beweisverwertungsverbot wegen schwerer Rechtsstaatsverstöße bejaht hatte, wurde im August 2021 vom Kammergericht aufgehoben.
Nachdem Anfang März 2022 aus den ergänzenden Bemerkungen zu einem Beschluss des 6. Strafsenats des Bundesgerichtshofs (BGH) hervorging, dass dieser die gewonnenen Erkenntnisse für verwertbar hält, entschied der 5. Strafsenat des BGH, dass die Daten von EncroChat-Nutzern verwertbar sind, da ein Beweisverwertungsverbot unter keinem rechtlichen Gesichtspunkt bestehe.
Aufgrund rechtsstaatlicher und verfassungsrechtlicher Fragen sind Verfahren vor dem Bundesverfassungsgericht, dem Europäischen Gerichtshof für Menschenrechte und dem Europäischen Gerichtshof (EuGH) anhängig. Hintergrund des Vorabentscheidungsverfahrens vor dem EuGH war eine Vorlage des Landgerichts Berlin. Mit Beschluss vom 9. August 2023 hat das Bundesverfassungsgericht eine der Verfassungsbeschwerden nicht zur Entscheidung angenommen, da diese unzulässig war. Über die Verwendbarkeit der Daten wurde daher nicht entschieden.
Am 30. April 2024 urteilte der EuGH, dass die deutschen Behörden die Daten nutzen dürfen, wenn bestimmte Bedingungen eingehalten werden. Das Bundesverfassungsgericht entschied Ende 2024, dass die Verwertung der EncroChat-Daten verfassungsrechtlich unbedenklich sei. Die Rechtsprechung des BGH, nach der die Daten keinem Beweisverwertungsverbot unterliegen, sei verfassungsrechtlich nicht zu beanstanden. Mit Urteil vom 30. Januar 2025 – 5 StR 528/24 – hat der Bundesgerichtshof entschieden, dass die Legalisierung des Cannabis-Konsums ab dem 1. April 2024 trotz neuregelungsbedingter Herabstufung vom Verbrechen zum Vergehen  (§ 34 Abs. 1 und 3 KCanG) keine Auswirkungen auf die Verwertbarkeit der "EncroChat"-Daten hat. Maßgeblich ist für die Frage der Verwertbarkeit nach deutschem Recht, ob die Daten rechtmäßig erlangt wurden. Da die Daten im Jahr 2020 in Frankreich erhoben und auf der Grundlage einer Europäischen Ermittlungsanordnung (EEA) an deutsche Behörden weitergeleitet wurden, durften die Beweismittel gem. § 261 Strafprozeßordnung in die Hauptverhandlung eingeführt werden.